# Il centravanti è stato assassinato verso sera
Il centravanti è stato assassinato verso sera è un romanzo di Manuel Vázquez Montalbán. 
In Italia è edito da Feltrinelli Milano:
- prima edizione ne "I Canguri" (ottobre 1991)
- prima edizione ne "Universale economica" (giugno 1994) - numero 1249 della collana.
- edizione recensita quattordicesima edizione ne "Universale economica"

Nel 1999 fu realizzato un adattamento ridotto per la televisione diretto da Franco Giraldi, con Valeria Marini e Luisella Boni.

## Trama
Due club calcistici catalani sono accomunati dall'arrivo di nuovi centravanti: la squadra più ricca del Paese (nel romanzo non è mai esplicitamente nominata, ma si capisce che è "F.C. Barcelona" : dalle varie descrizioni di "simbolo dell'identità catalana" e dalla domanda del giornalista che chiede al nuovo  centrocampista straniero se egli darà al primogenito il nome di Jordi, come nella realtà aveva già fatto il campione olandese Cruyff in onore di San Giorgio, patrono di Barcelona) che ha preso il promettente inglese Mortimer, mentre il Centelles , una squadra sul viale del tramonto che milita in una divisione regionale , ha fatto riemergere da un glorioso passato il trentottenne Palacin. Lettere anonime minacciano di morte il centravanti inglese, e Pepe Carvalho dovrà scoprire l'autore delle stesse: il romanzo è ambientato a Barcellona, tra abili speculatori che si muovono nell'ombra. Merita di essere menzionato che la squadra del calciatore Palacin, espressamente nominata nel racconto, esiste ancora oggi e si chiama Unió Esportiva Centelles dalla sua fondazione nel 1948. Come nel romanzo di Carvalho, anche oggi il Centelles partecipa al campionato della divisione regionale.  

## Personaggi principali
- Doña Concha: ex prostituta proprietaria di una pensione intestatale da un ex cliente.
- Marta: giovane prostituta e tossicodipendente, ex universitaria, fidanzata di Marçal, nullatenente.
- Marçal: tossicodipendente, disoccupato, nullatenente, figlio di un magnate delle demolizioni di Barcellona, ex universitario, succube della fidanzata Marta.
- Alberto Palacìn: centravanti a fine carriera appena ingaggiato dal Centellas per la stagione 1988/89. Fu una giovane promessa del calcio spagnolo prima di un grave infortunio al ginocchio.
- Alfons Camps O'Shea: pr del Fútbol Club Barcelona, ingegnere con master in Belle Arti, amico di famiglia del presidente del club
- Basté de Lyniola: presidente del Fútbol Club Barcellona, imprenditore ed ex uomo politico
- Jack Mortimer: giovane centravanti inglese ingaggiato dal Barcellona nella stagione 1988/89, detentore della scarpa d'oro
- Sánchez Zapico: imprenditore, presidente del Centellas FútbolClub
- Germán Dosrius: avvocato, lavora per Basté de Lyniola.

## Edizioni
- Manuel Vázquez Montalbán, Il centravanti è stato assassinato verso sera, traduzione di Hado Lyria, collana Universale economica, Feltrinelli, 2004,  p. 199, ISBN 88-07-81249-5.